# Dach-Pippau
Der Dach-Pippau oder Mauer-Pippau (Crepis tectorum) ist eine Pflanzenart aus der Gattung der Pippau (Crepis) innerhalb der Familie der Korbblütler (Asteraceae). Sie ist in Eurasien verbreitet.

## Beschreibung

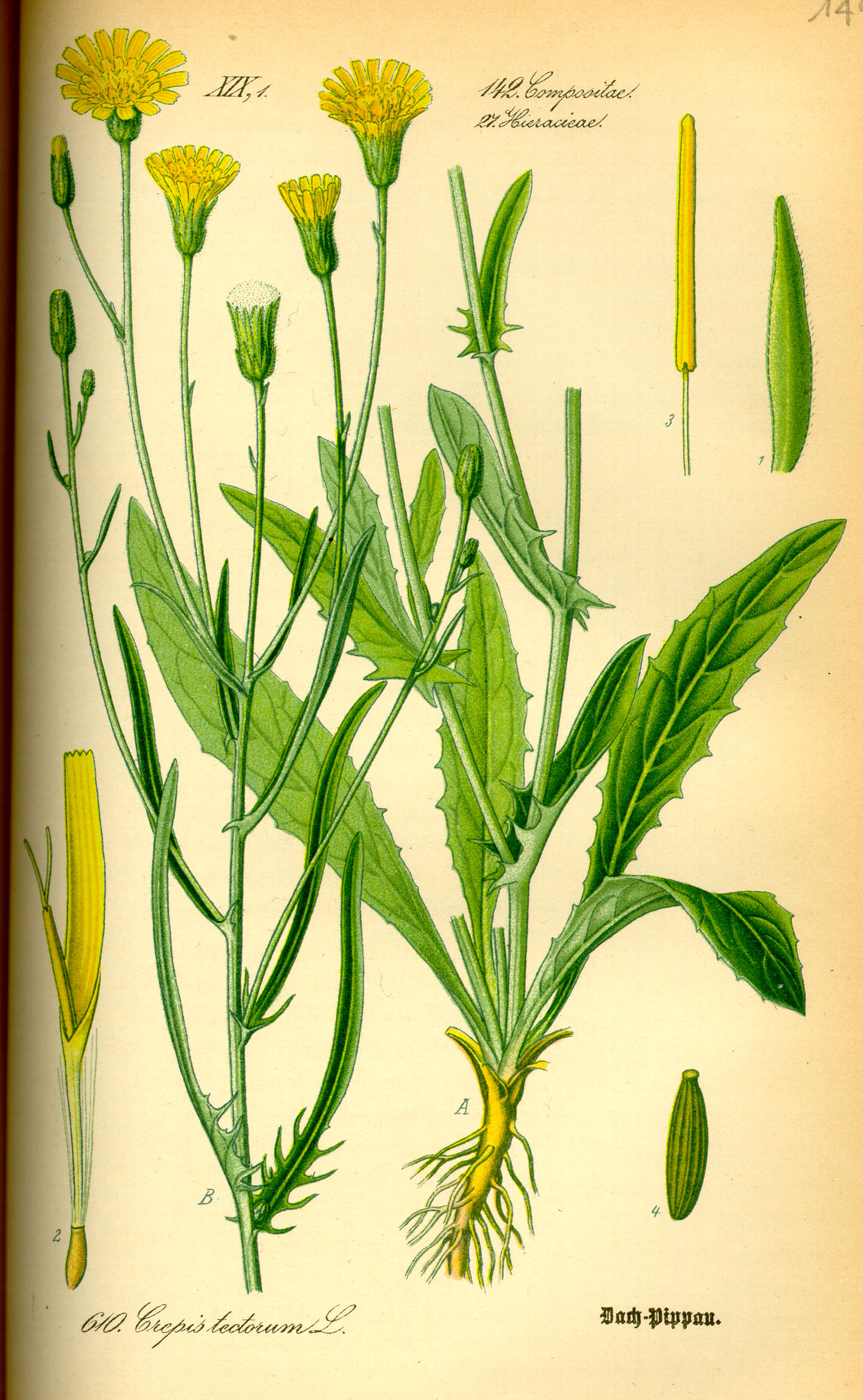
Illustration

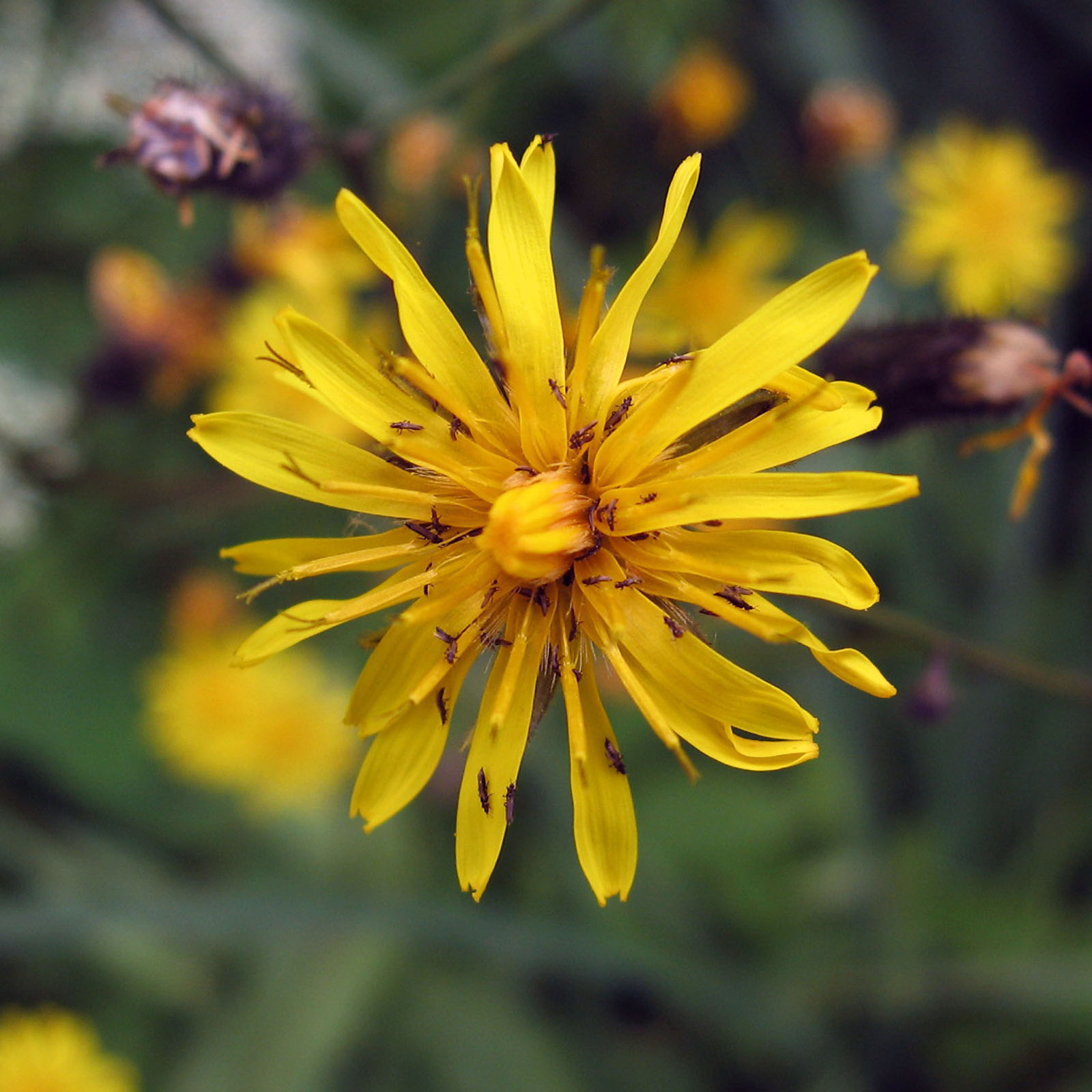
Blütenkörbchen von oben mit den gelben Zungenblüten und zweiästigen Griffeln

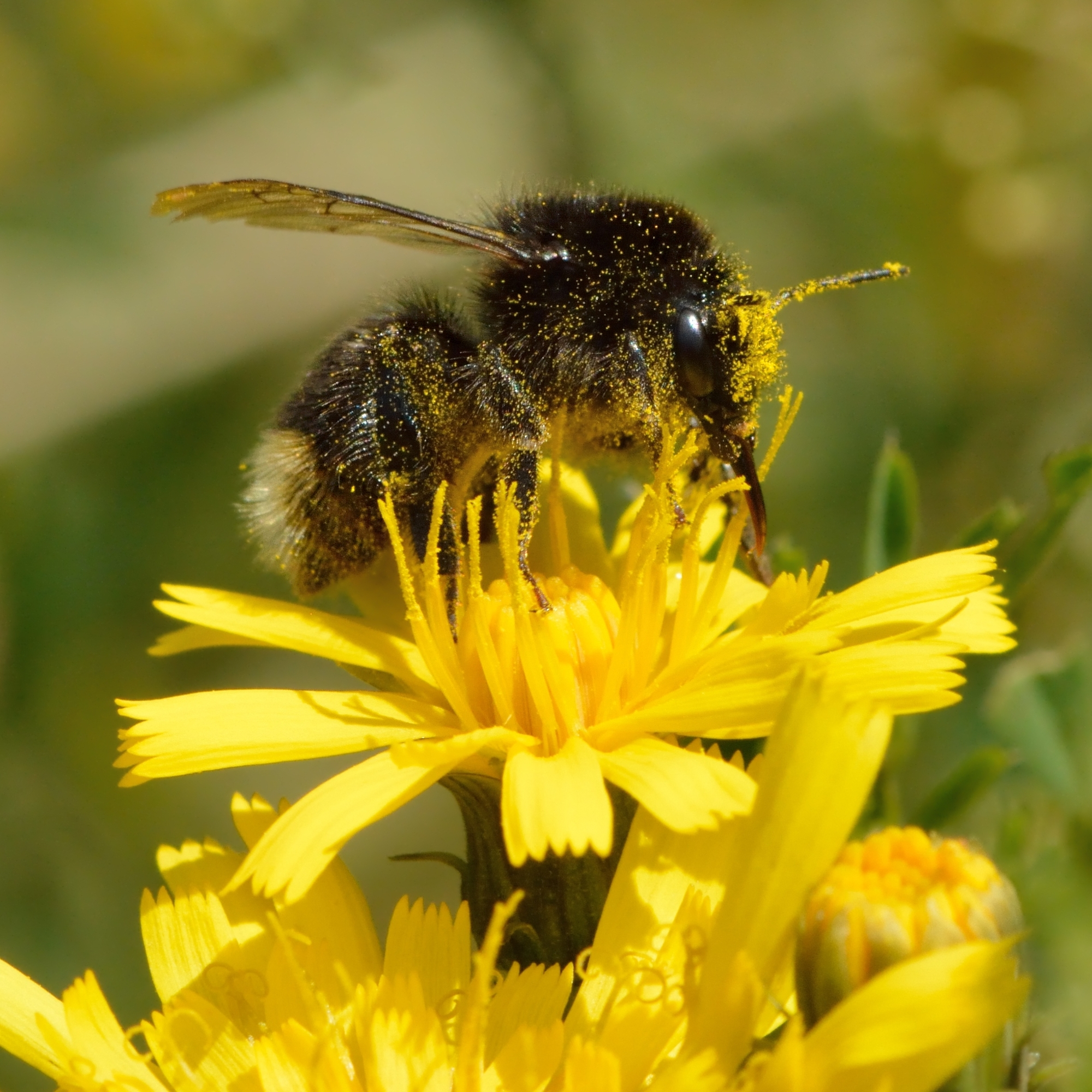
Bestäubung mit Distelhummel

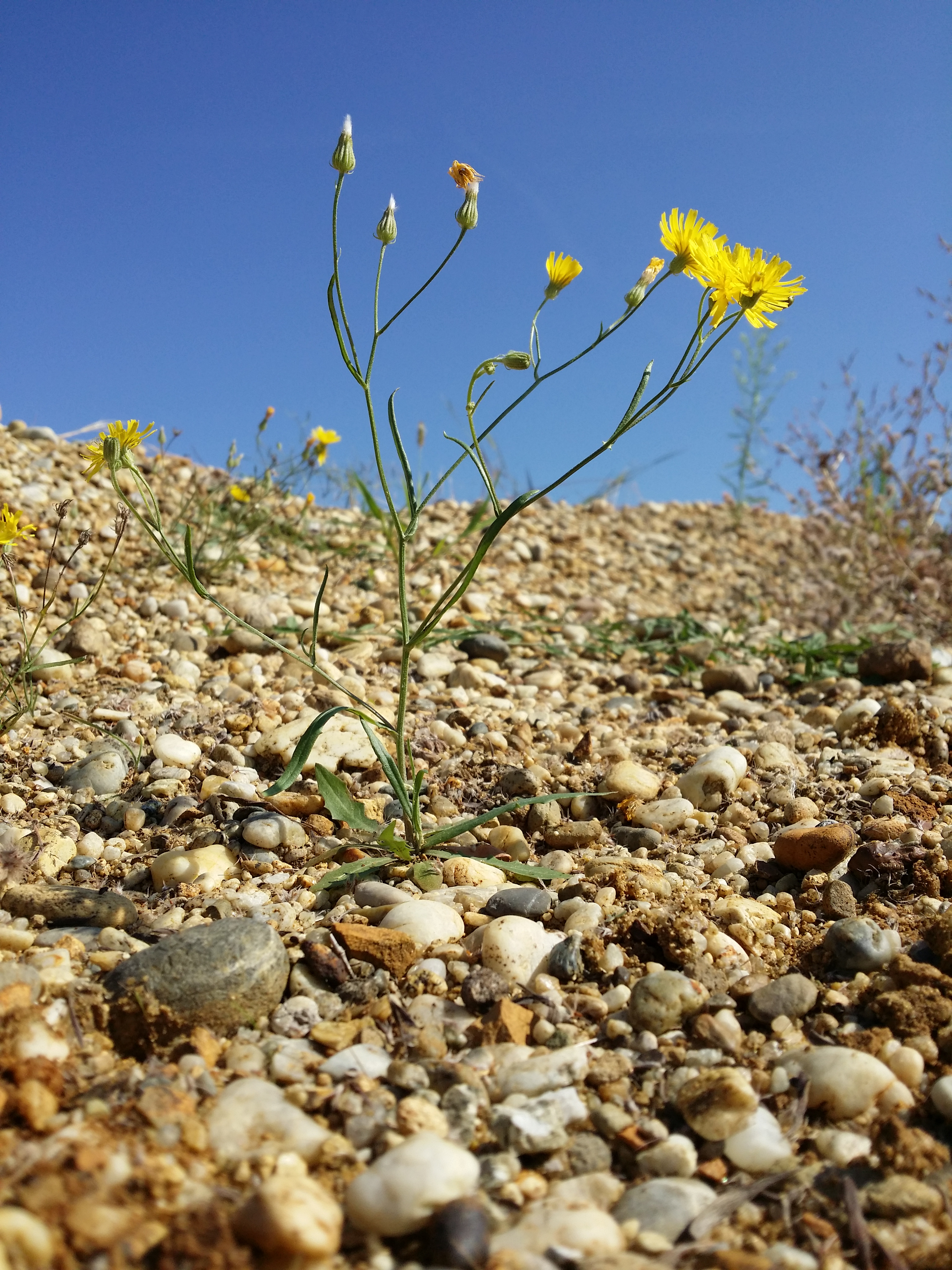
Habitus

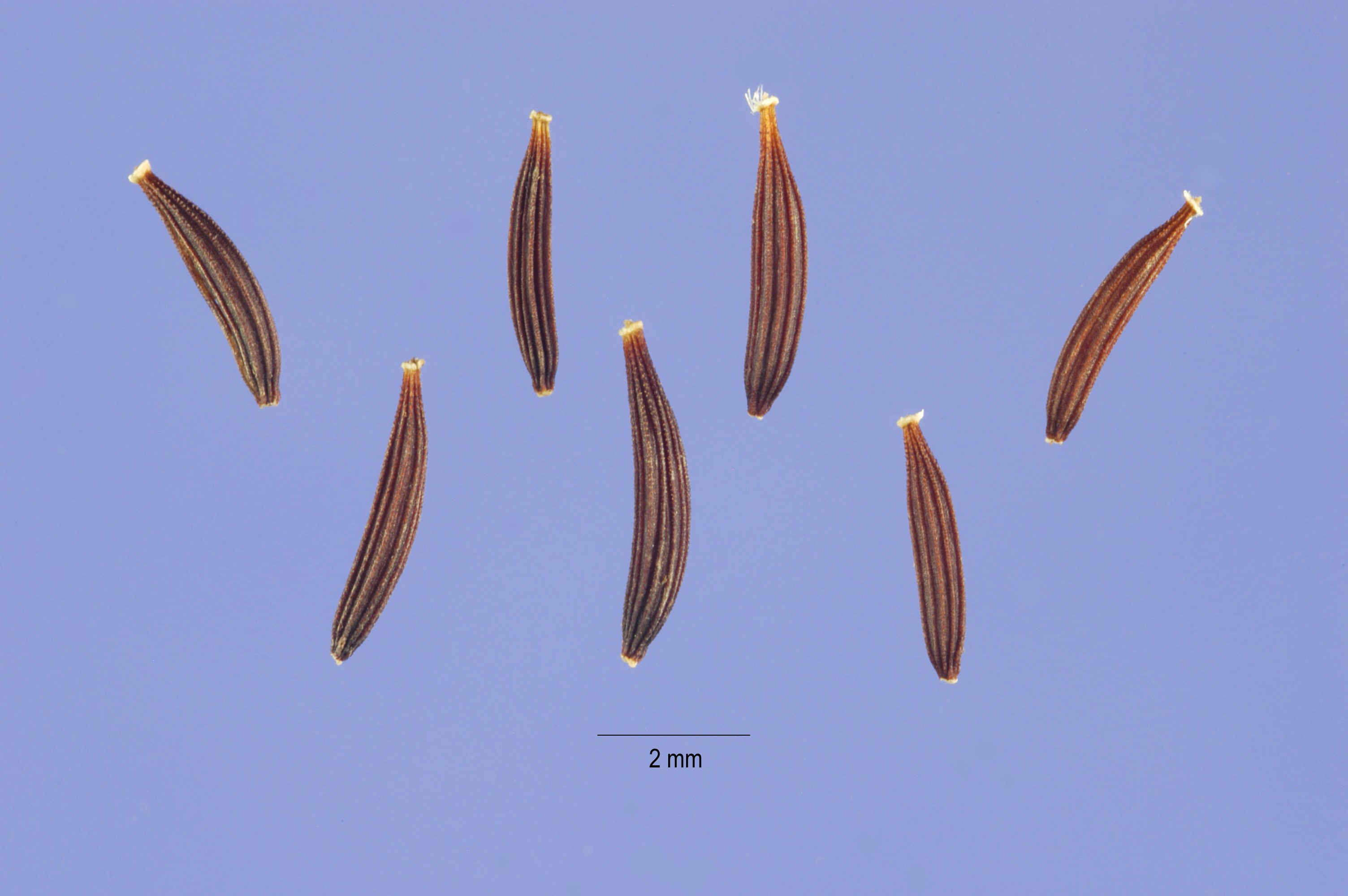
Achänen ohne Pappus

### Vegetative Merkmale
Der Dach-Pippau ist eine grau-grüne, sommergrüne, einjährige bis ausdauernde krautige Pflanze, die Wuchshöhen von 10 bis 60 Zentimetern erreicht. Der mehr oder weniger reich verzweigte Stängel ist flaumig behaart bis kahl.
Die grundständigen Laubblätter sind zu Blütezeit meist schon verdorrt. Die unteren Laubblätter sind länglich, buchtig gezähnt bis schrotsägeförmig fiederspaltig und gestielt. Die oberen und mittleren Stängelblätter sind linealisch, mit pfeil- bis herzförmigem Grund sitzend, am Rand nach unten eingerollt und haben nur wenige Sägezähne.

### Generative Merkmale
Die Blütezeit erstreckt sich von Juni bis Oktober. In einem doldentraubigen Gesamtblütenstand sind viele körbchenförmige Teilblütenstände locker angeordnet. Die grau-filzig behaarte Körbchenhülle ist bei einer Höhe von 7 bis 9 Millimeter glockig. Die Hüllblätter sind außen ziemlich dicht grau-filzig behaart. Die äußeren Hüllblätter sind linealisch, etwa halb so lang wie die inneren. Die inneren Hüllblätter sind lanzettlich mit zugespitztem oberen Ende und auf der Innenseite anliegend seidenhaarig. Die Blütenkörbchen weisen einen Durchmesser von 15 bis 20 Millimeter auf. Die Blütenkörbchen enthalten nur Zungenblüten. Die Zungenblüten sind hellgelb. Die zweiästigen Griffel sind bräunlich-grün und färben sich getrocknet schwärzlich.
Die Achäne ist zehnrippig und schnabelartig verschmälert. Der Pappus ist reinweiß.
Die Chromosomenzahl beträgt 2n = 8.

## Ökologie
Der Dach-Pippau ist ein Hemikryptophyt oder Therophyt.
Es erfolgt Insektenbestäubung durch Fliegen, Hautflügler oder Schmetterlinge oder Selbstbestäubung. Die Ausbreitung der Diasporen, es sind die Achänen, findet durch Wind, Klettausbreitung oder Ameisen statt.

## Vorkommen
Der Dach-Pippau ist ein nordisch-eurasisch (kontinental)-submediterranes Florenelement und hat sein Hauptareal in Ost- und Südosteuropa sowie in Asien. In Nord-, Mittel- und Osteuropa erstreckt sich sein Areal bis Mittelfrankreich, Ostspanien und der Balkanhalbinsel. In Asien findet man ihn in Sibirien, in Kasachstan, in der Mongolei, in China und in Russlands fernem Osten. In Nordamerika ist Crepis tectorum ein Neophyt.
Der Dach-Pippau braucht stickstoffreichen, sandig-kiesigen oder steinigen Boden.
Er ist wärmeliebend und besiedelt Mauern, Wege, Ödland, seltener auch Brachen und Äcker. Er ist eine Charakterart des Verbands Sisymbrion, kommt aber auch in Gesellschaften der Ordnung Polygono-Chenopodietalia vor. In den Allgäuer Alpen steigt er im Tiroler Teil unterhalb der Talstation der Jöchelspitze-Seilbahn bis zu 1100 m Meereshöhe auf. In Tirol wurde er bei 1330 Meter, in Graubünden an der Ofenpassstraße bis 1750 Meter Meereshöhe beobachtet.
Die ökologischen Zeigerwerte nach Landolt et al. 2010 sind in der Schweiz: Feuchtezahl F = 2 (mäßig trocken), Lichtzahl L = 4 (hell), Reaktionszahl R = 3 (schwach sauer bis neutral), Temperaturzahl T = 4 (kollin), Nährstoffzahl N = 4 (nährstoffreich), Kontinentalitätszahl K = 5 (kontinental).
In Niederösterreich und im Tiefland östlich der Elbe tritt er zerstreut auf, westlich von ihr und in den Sandgebieten der Mittelgebirge findet man ihn selten, desgleichen im Kanton Wallis, im Unterengadin und am Alpenfuß.

## Taxonomie
Die Erstveröffentlichung von Crepis tectorum erfolgte 1753 durch Carl von Linné in Species Plantarum, Tomus II, S. 807. Das Artepitheton tectorum bedeutet „von Dächern“. Carl von Linné kannte diese Art aus Lappland. In Norwegen und Lappland kommt diese Art auf mit Rasenziegeln gedeckten Dächern vor.

## Trivialnamen
Für den Dach-Pippau bestehen bzw. bestanden auch die weiteren deutschsprachigen Trivialnamen Grundfeste (Thüringen), Habichkraut, Hasenlattich, Hasenstrauch und Pippau (Schlesien). Im mittelalterlichen Latein wurde die Pflanze (möglicherweise ebenso der Kleinköpfige Pippau) auch Palatium leporis („Hasenpalast“) genannt.